# Onzis
Onzis là một chi bướm ngày thuộc họ Bướm nâu.